# A7高速公路 (保加利亞)

紅線為A7公路

A7高速公路，又稱卡洛蒂納高速公路，是保加利亞一條計劃中高速公路。公路連接首都索非亞和塞爾維亞邊境，並以A4高速公路與尼什相連。全長50公里。